# 岩井郡
岩井郡是過去屬於因幡國的郡。已於1896年3月29日與邑美郡、法美郡合併為岩美郡。

## 歷史
在過去名為「巨濃郡」，根據『和名抄』，岩井郡過去下轄蒲生、大野、宇治、日野、石井、高野等6鄉。

### 年表
- 1889年10月1日：實施町村制，岩井郡下轄：岩井村、大岩村、本庄村、新宮村、高野村、網代村、浦富村、牧谷村、田後村、東村、蒲生村、志保美村、元鹽見村、服部村。（14村）
- 1896年3月29日：與邑美郡、法美郡合併為岩美郡。